# Гиннунгагап
Ги́ннунгагап (др.-сканд. Ginnungagap) — первичный хаос, мировая бездна в скандинавской мифологии. Сама по себе лишена жизни, но первоначально там возникло два мира — Нифльхейм и Муспельхейм, и от их взаимодействия в пустоте мировой бездны зародилось первосущество — великан Имир (Аургельмир). Из Гиннунгагапа берут своё начало одиннадцать рек, которые омывают все девять из миров. 
В скандинавской мифологии Гиннунгагап— пустое пространство между Нифльхеймом и Муспельхеймом, существовавшее до появления первых живых существ и упорядоченного мира. С древнескандинавского Гиннунгагап др.-сканд. ginnungagap принято переводить как «зияющая бездна» или «зияющая пустота», хотя в действительности этимология этого понятия до сих пор не ясна. По доминирующей версии слово др.-сканд. ginnunga является производной от глагола «зиять» или «быть развёрстым». Однако эта форма не используется ни в одном тексте, кроме «Прорицания вёльвы» из «Старшей Эдды». Оригинальная строчка из третьего стиха поэмы — др.-сканд. gap var ginnunga.

## Упоминание в сагах
- Старшая Эдда (норв. Poetic Edda) Песнь о Вафтруднире (др.-сканд. Vafþrúðnismál) — строфа 20:

"В начале не было ничего, кроме Гиннунгагапа".
- Младшая Эдда (норв. Prose Edda) Обман Гюльви или Видение Гюльви (норв. Gylfaginning) в первых главах описано:

"Гиннунгагап был огромной зияющей пустотой между миром льда (Нифльхейм) и миром огня (Муспельхейм). Именно в этой бездне возник первый живой великан Имир (Ymir), когда лёд и пламя встретились".